# Кияшки
Кияшки (укр. Кияшки) — село,
Дмитровский сельский совет,
Горишнеплавнинский городской совет,
Полтавская область,
Украина.
Код КОАТУУ — 5310290309. Население по переписи 2001 года составляло 686 человек .

## Географическое положение
Село Кияшки находится на левом берегу реки Псёл,
выше по течению на расстоянии в 1,5 км расположено село Кузьменки,
ниже по течению на расстоянии в 0,5 км расположено село Дмитровка,
на противоположном берегу — село Щербаки (Кременчугский район).
Река в этом месте извилистая, образует лиманы, старицы и заболоченные озёра.
Рядом проходят автомобильная дорога М-22 (E 577) и
железная дорога, станция Потоки.

## Экономика
- Нефтебаза ЗАО «Калина ЛТД».
- «Дубки», база отдыха.